# Politiezone Middelkerke
De politiezone Middelkerke (zonenummer 5451) is een Belgische politiezone behorende tot het gerechtelijk arrondissement West-Vlaanderen.